# 小行星1628
小行星1628（1628 Strobel）是一颗围绕太阳公转的小行星。1923年9月11日，卡爾·威廉·萊茵姆特在海德堡发现了此天体。
該小行星以德國天文學家威利·斯特羅貝爾（Willi Strobel）命名。
这颗小行星的绝对星等为290.60445等。